# Härliga sommardag
Härliga sommardag" (tradução portuguesa: "Bonito dia de verão") foi a canção que representou a televisão pública sueca no Festival Eurovisão da Canção 1972, interpretada em sueco pela banda Family Four. Foi a 14.ª a ser interpretada na noite do evento (depois da canção jugoslava "Muzika i ti", interpretada por Tereza Kesovija e antes da canção monegasca "Comme on s'aime", interpretada por Peter McLane & Anne-Marie Godart). No final da competição, a canção sueca classificou-se em 13.º lugar (entre 18 países participantes), tendo recebido um total de 75 pontos.

## Autores
- Letra e música: Håkan Elmquist
- orquestrador: Mats Olsson

## Letra
A canção fala-nos de um bonito dia de verão, com a banda descrevendo um belíssimo dia de verão e como ele inspira as pessoas a criar baladas e canções.